# 岩瀬昌嗣
岩瀬 昌嗣（いわせ まさつぐ）は、日本の漫画家である。男性。

## 来歴
元々はアニメーターであったが、食べて行けなかったために漫画家に転向。1994年秋のアフタヌーン四季賞でデビュー。代表作に「カームブレイカー」（講談社、『月刊アフタヌーン』連載）」、「機動戦士ガンダムSEED」、「機動戦士ガンダムSEED DESTINY（共に講談社、『月刊マガジンZ』連載）」などがある。

## 作品リスト
- カームブレイカー
- マンガ版　孫正義起業の若き獅子（原作：大下英治、本間正夫）
- 機動戦士ガンダムSEED
- 機動戦士ガンダムSEED DESTINY
- ゾイドSS
- 転生聖騎士は二度目の人生で世界最強の魔剣士になる（原作：煙雨）